# Asfalt (film)
|  | Denne artikel er oprettet af botten Steenthbot ud fra en ekstern database. Den kan derfor have sproglige fejl eller mangler. Denne skabelon kan fjernes efter kontrol af indholdet. |

 For alternative betydninger, se Asfalt (flertydig). (Se også artikler, som begynder med Asfalt)
Asfalt er en dansk spillefilm fra 2023 instrueret af Charlotte Madsen.

## Handling
Lasse er en livstræt lastbilschauffør i Vestjylland. Han kører sit liv som sin lastbil, lige ud ad landevejen med den ene hånd på rattet og den anden omkring den hemmelige flaske, han nipper til hele dagen. Indtil det øjeblik en pige springer ud foran hans lastbil. Lasse når at bremse i sidste øjeblik og opdager til sin store overraskelse, at det er René som han ikke har set i 15 år.

## Medvirkende
- Michael Asmussen
- Viilbjørk Malling Agger
- Camilla Bendix